# Огарово
Огарово — деревня в Сокольском районе Вологодской области.
Входит в состав Чучковского сельского поселения, с точки зрения административно-территориального деления — в Чучковский сельсовет. Расположена к югу от автодороги А123.
Расстояние по автодороге до районного центра Сокола — 78 км, до центра муниципального образования Чучкова — 6 км. Ближайшие населённые пункты — Старово, Варушино, Горка, Мамонкино, Заполье, Покровское.
По переписи 2002 года население — 220 человек (107 мужчин, 113 женщин). Преобладающая национальность — русские (98 %).